# Baghcze Misze
Baghcze Misze – wieś w Iranie, w ostanie Azerbejdżan Zachodni, w szahrestanie Szahin Deż. W 2006 roku liczyła 321 mieszkańców.